# 1997年の日本
1997年の日本（1997ねんのにほん）では、1997年（平成9年）の日本の出来事・流行・世相などについてまとめる。

## 他の紀年法
日本では、西暦の他にも以下の紀年法を使用している。なお、以下の紀年法は西暦と月日が一致している。
- 元号
  - 平成9年
- 神武天皇即位紀元
  - 皇紀2657年
- 干支
  - 丁丑（ひのと うし）

## カレンダー
| 1月 |    |    |    |    |    |    |
| 日  | 月 | 火 | 水 | 木 | 金 | 土 |
|     |    |    | 1  | 2  | 3  | 4  |
| 5   | 6  | 7  | 8  | 9  | 10 | 11 |
| 12  | 13 | 14 | 15 | 16 | 17 | 18 |
| 19  | 20 | 21 | 22 | 23 | 24 | 25 |
| 26  | 27 | 28 | 29 | 30 | 31 |    |
|     |    |    |    |    |    |    |

| 2月 |    |    |    |    |    |    |
| 日  | 月 | 火 | 水 | 木 | 金 | 土 |
|     |    |    |    |    |    | 1  |
| 2   | 3  | 4  | 5  | 6  | 7  | 8  |
| 9   | 10 | 11 | 12 | 13 | 14 | 15 |
| 16  | 17 | 18 | 19 | 20 | 21 | 22 |
| 23  | 24 | 25 | 26 | 27 | 28 |    |
|     |    |    |    |    |    |    |

| 3月 |    |    |    |    |    |    |
| 日  | 月 | 火 | 水 | 木 | 金 | 土 |
|     |    |    |    |    |    | 1  |
| 2   | 3  | 4  | 5  | 6  | 7  | 8  |
| 9   | 10 | 11 | 12 | 13 | 14 | 15 |
| 16  | 17 | 18 | 19 | 20 | 21 | 22 |
| 23  | 24 | 25 | 26 | 27 | 28 | 29 |
| 30  | 31 |    |    |    |    |    |
|     |    |    |    |    |    |    |

| 4月 |    |    |    |    |    |    |
| 日  | 月 | 火 | 水 | 木 | 金 | 土 |
|     |    | 1  | 2  | 3  | 4  | 5  |
| 6   | 7  | 8  | 9  | 10 | 11 | 12 |
| 13  | 14 | 15 | 16 | 17 | 18 | 19 |
| 20  | 21 | 22 | 23 | 24 | 25 | 26 |
| 27  | 28 | 29 | 30 |    |    |    |
|     |    |    |    |    |    |    |

| 5月 |    |    |    |    |    |    |
| 日  | 月 | 火 | 水 | 木 | 金 | 土 |
|     |    |    |    | 1  | 2  | 3  |
| 4   | 5  | 6  | 7  | 8  | 9  | 10 |
| 11  | 12 | 13 | 14 | 15 | 16 | 17 |
| 18  | 19 | 20 | 21 | 22 | 23 | 24 |
| 25  | 26 | 27 | 28 | 29 | 30 | 31 |
|     |    |    |    |    |    |    |

| 6月 |    |    |    |    |    |    |
| 日  | 月 | 火 | 水 | 木 | 金 | 土 |
| 1   | 2  | 3  | 4  | 5  | 6  | 7  |
| 8   | 9  | 10 | 11 | 12 | 13 | 14 |
| 15  | 16 | 17 | 18 | 19 | 20 | 21 |
| 22  | 23 | 24 | 25 | 26 | 27 | 28 |
| 29  | 30 |    |    |    |    |    |
|     |    |    |    |    |    |    |

| 7月 |    |    |    |    |    |    |
| 日  | 月 | 火 | 水 | 木 | 金 | 土 |
|     |    | 1  | 2  | 3  | 4  | 5  |
| 6   | 7  | 8  | 9  | 10 | 11 | 12 |
| 13  | 14 | 15 | 16 | 17 | 18 | 19 |
| 20  | 21 | 22 | 23 | 24 | 25 | 26 |
| 27  | 28 | 29 | 30 | 31 |    |    |
|     |    |    |    |    |    |    |

| 8月 |    |    |    |    |    |    |
| 日  | 月 | 火 | 水 | 木 | 金 | 土 |
|     |    |    |    |    | 1  | 2  |
| 3   | 4  | 5  | 6  | 7  | 8  | 9  |
| 10  | 11 | 12 | 13 | 14 | 15 | 16 |
| 17  | 18 | 19 | 20 | 21 | 22 | 23 |
| 24  | 25 | 26 | 27 | 28 | 29 | 30 |
| 31  |    |    |    |    |    |    |
|     |    |    |    |    |    |    |

| 9月 |    |    |    |    |    |    |
| 日  | 月 | 火 | 水 | 木 | 金 | 土 |
|     | 1  | 2  | 3  | 4  | 5  | 6  |
| 7   | 8  | 9  | 10 | 11 | 12 | 13 |
| 14  | 15 | 16 | 17 | 18 | 19 | 20 |
| 21  | 22 | 23 | 24 | 25 | 26 | 27 |
| 28  | 29 | 30 |    |    |    |    |
|     |    |    |    |    |    |    |

| 10月 |    |    |    |    |    |    |
| 日   | 月 | 火 | 水 | 木 | 金 | 土 |
|      |    |    | 1  | 2  | 3  | 4  |
| 5    | 6  | 7  | 8  | 9  | 10 | 11 |
| 12   | 13 | 14 | 15 | 16 | 17 | 18 |
| 19   | 20 | 21 | 22 | 23 | 24 | 25 |
| 26   | 27 | 28 | 29 | 30 | 31 |    |
|      |    |    |    |    |    |    |

| 11月 |    |    |    |    |    |    |
| 日   | 月 | 火 | 水 | 木 | 金 | 土 |
|      |    |    |    |    |    | 1  |
| 2    | 3  | 4  | 5  | 6  | 7  | 8  |
| 9    | 10 | 11 | 12 | 13 | 14 | 15 |
| 16   | 17 | 18 | 19 | 20 | 21 | 22 |
| 23   | 24 | 25 | 26 | 27 | 28 | 29 |
| 30   |    |    |    |    |    |    |
|      |    |    |    |    |    |    |

| 12月 |    |    |    |    |    |    |
| 日   | 月 | 火 | 水 | 木 | 金 | 土 |
|      | 1  | 2  | 3  | 4  | 5  | 6  |
| 7    | 8  | 9  | 10 | 11 | 12 | 13 |
| 14   | 15 | 16 | 17 | 18 | 19 | 20 |
| 21   | 22 | 23 | 24 | 25 | 26 | 27 |
| 28   | 29 | 30 | 31 |    |    |    |
|      |    |    |    |    |    |    |

## 在職者
- 天皇: 明仁
- 内閣総理大臣: 橋本龍太郎（自由民主党）
- 内閣官房長官: 梶山静六（自由民主党）、9月11日より村岡兼造（自由民主党）
- 最高裁判所長官: 三好達、10月30日より山口繁
- 衆議院議長: 伊藤宗一郎（自由民主党）
- 参議院議長: 斎藤十朗（自由民主党）
- 国会: 第140回 (常会, 1月20日-6月18日)、第141回 (臨時会, 9月29日-12月12日)

## 世相
- 肩出しファッションが流行、女子高生の間ではルーズソックスが継続して流行する。
- 14歳の少年による酒鬼薔薇事件や18歳未満の少年による凶悪犯罪が注目される。

### 1997年の流行語
「失楽園（する）」が新語・流行語大賞の年間大賞を受賞した（その他の受賞語は後節「#流行語」も参照）。

### 1997年の漢字
「倒」・・・大型企業倒産・銀行破綻が相次いだ事やサッカー日本代表が強豪を次々と倒しFIFAワールドカップの初出場を決めたから。

### 周年
- 4月1日 - JRグループが創立10周年。

## できごと

### 通年
- この年の9月1日から翌1998年8月31日までの統計で、写真フィルムの出荷量が過去最多となるが、2000年以降はデジタルカメラの普及で減少していく。

### 1月
- 1月1日
  - 西日本鉄道（西鉄）がVI（ビジュアル・アイデンティティ）を導入、社章ロゴを現行の物に変更。
  - 名護市女子中学生拉致殺害事件: 沖縄県名護市内で前年（1996年）6月21日から行方不明になっていた女子中学生について、窃盗容疑で逮捕されていた男が沖縄県警察の調べに対し「殺して国頭郡国頭村の山中に遺棄した」と自供。自供通り少女の遺体が発見される。
- 1月2日 - 島根県沖の日本海を航行中のロシア船籍のタンカー「ナホトカ号」が沈没し、積荷の重油が流出[1]。
- 1月7日 - 名古屋アベック殺人事件: 前年（1996年）12月16日に言い渡された名古屋高裁の控訴審判決に対し、名古屋高検および2被告人側はいずれも、上告期限となる1月6日までに上告しなかったため、同日付で事件当時19歳だった被告人の男（第一審・名古屋地裁判決の量刑：死刑）は無期懲役刑が、もう1人（同：懲役17年）は懲役13年の刑がそれぞれ確定[2]。
- 1月10日
  - “聖輝のカップル”と呼ばれた歌手の松田聖子と俳優の神田正輝が離婚。長女の親権は松田が持つことに。
  - 旧東京都庁跡地に東京国際フォーラムが開館。
- 1月20日 - トヨタ自動車が「カローラスパシオ」を発売（4月には「レジアス」を発売）した。
- 1月23日
  - 東京ディズニーランドに新アトラクション「ミクロアドベンチャー!」がオープン。
  - ゲーム機メーカーのセガ・エンタープライゼスと玩具メーカーのバンダイが10月1日に合併し、セガ側を存続会社として社名を「セガバンダイ」とすることを発表[3](その後、同年5月27日に合併合意を解消した）。
- 1月29日 - オレンジ共済組合事件で友部達夫参議院議員を逮捕[1]。

### 2月
- 2月4日 - 福山市独居老婦人殺害事件: 広島高裁（荒木恒平裁判長）は、強盗殺人罪などに問われて第一審（広島地裁：1994年9月）で無期懲役の判決を言い渡されていた被告人の男2人に対し、いずれも原判決を支持し、うち1人（過去に強盗殺人を犯して無期懲役に処された前科があり、仮釈放後に本事件を再犯）の死刑を求めていた検察側による控訴と、もう1人の被告人側による控訴をいずれも棄却する判決を宣告[4]。広島高検は同判決を不服として、同月18日付で最高裁へ上告したが[5]、検察側が無期懲役の量刑を不当として上告した事例は当時、永山則夫（連続ピストル射殺事件の犯人）以来、戦後2件目のことだった[6]。その後、同事件は1999年12月に最高裁で破棄差戻しの判決が言い渡され[7]、2007年に死刑が確定している[8]。またこの上告を皮切りに、検察当局は高裁で無期懲役の判決を言い渡された4事件（国立市主婦殺害事件など）に対し、相次いで上告する[6]。
- 2月8日 - 千葉市都立高校教諭強盗殺人事件
- 2月10日 - スズキが「ワゴンRワイド」を発売。
- 2月17日 - 富士重工業が「フォレスター」を発売。
- 2月21日 - 資生堂が「ピエヌ」を発売。

### 3月

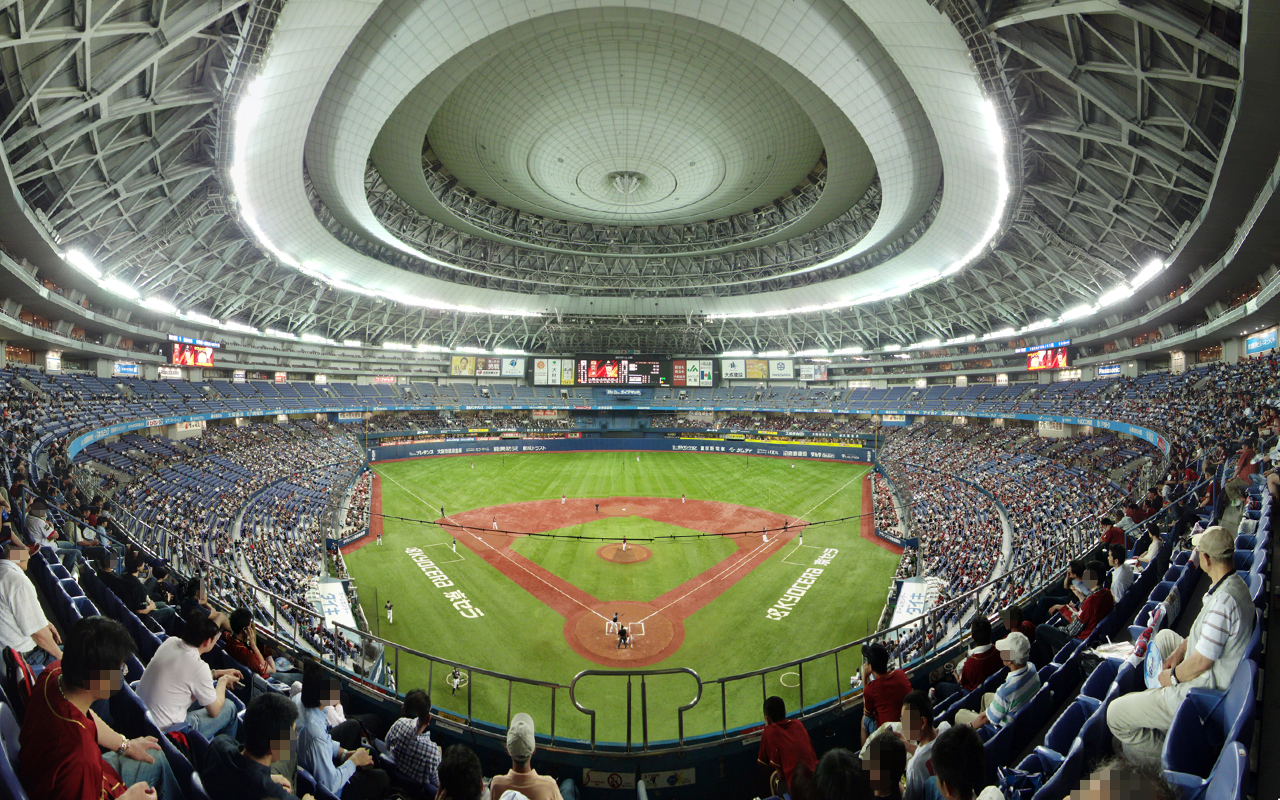
大阪ドーム（3月1日完成）

- 3月1日 - プロ野球パシフィック・リーグ・近鉄バファローズの藤井寺球場に代わる新本拠地として大阪ドーム（現・京セラドーム大阪）が開場し、同日開催のglobeの4大ドームツアー「globe＠4_domes」でこけら落とし。
- 3月8日 - JR西日本でダイヤ改正実施、JR東西線が開通。これに伴い、JR東西線と直通する片町線（学研都市線）の京橋駅 - 片町駅間が前日限りで廃止。
- 3月10日 - フジテレビが東京都港区台場の新社屋・FCGビルから本放送開始。
- 3月11日
  - 動燃東海事業所火災爆発事故
  - 警視庁、大手食品メーカーの味の素の総務課長が総会屋に現金を渡した容疑で逮捕。その後、東芝や日立製作所、三菱自動車工業などの大手企業が総会屋へ利益供与をしていたことが判明。
- 3月12日 - プロ野球セントラル・リーグ・中日ドラゴンズのナゴヤ球場に代わる新本拠地としてナゴヤドームが開場。
- 3月14日 - ハービスOSAKAが竣工（5月23日にはザ・リッツ・カールトン大阪が開業）。
- 3月15日
  - 岡山自動車道が全線開通。
  - 中日ドラゴンズ（セントラル・リーグ）のナゴヤ球場に代わる新本拠地としてナゴヤドームが完成。
- 3月19日 - 東電OL殺人事件: 東京都渋谷区円山町のアパートで東京電力の女性職員の遺体が発見される。被害者のプライバシーを無視した報道合戦が問題に。
- 3月22日 - JRダイヤ改正。
  - 秋田新幹線（盛岡駅 - 秋田駅間）が開業[9]。
  - 東北新幹線でE2系が営業運転に就く。
  - 北越急行ほくほく線（犀潟駅 - 六日町駅間）が開業。
  - 山陽新幹線で500系が営業運転に就き、新幹線初の最高速度300 km/hによる営業運転を開始。同年11月29日に東京-博多間の「のぞみ」の運用に就く。
- 3月26日
  - いすゞ自動車がSUV「ビークロス」を発表。
  - 阪神甲子園球場にて第69回選抜高等学校野球大会が開幕。
- 3月28日 - 宝塚歌劇団によって『仮面のロマネスク』（第83期生の初舞台公演）が上演される。
- 3月29日 - NHKのテレビアニメ『YAT安心!宇宙旅行』第25話で光過敏性てんかん（てんかん）発症者多数発生。
- 3月30日 - 三井三池鉱山が閉山、124年の歴史に幕を下ろす。
- 3月31日
  - 宝塚歌劇団・星組トップ娘役の白城あやかが『エリザベート』の東京宝塚劇場公演を最後に退団。
  - 美祢線南大嶺駅 - 大嶺駅間（大嶺支線）がこの日限りで廃止。

### 4月
- 4月 - NHK、総合テレビの24時間終夜放送開始。
- 4月1日
  - 消費税増税実施（3%から5%に）[9]。
  - 家電量販店のダイイチが、デオデオに社名変更。同時にCI導入（現在のエディオン）。
  - 日本の秋田市、郡山市、和歌山市、長崎市、大分市の5市が中核市となる。
  - 山形県にさくらんぼテレビ（SAY）、高知県に高知さんさんテレビ（KSS）がともにフジテレビ系列局として開局。独立UHF局を除く民放テレビ局としては最後の開局。
  - テレビ東京系でアニメ『ポケットモンスター』が放送開始。以後シリーズを変えながら現在も放送中。
- 4月2日 - 最高裁判所大法廷が愛媛県靖国神社玉串料訴訟で違憲判決[1]。政教分離が争点となった訴訟で最高裁判所が初の違憲判決。
- 4月7日
  - 京急安針塚駅 - 京急田浦駅間でがけ崩れによる脱線事故。乗客・乗務員19人が重軽傷。
  - 金田一少年の事件薄 放送開始
- 4月9日
  - 第69回選抜高等学校野球大会で天理高校が初優勝。
  - 舞浜リゾートライン設立。
- 4月11日 - 衆院で駐留軍用地特措法が改正。
- 4月14日
  - 東京地裁、東京・埼玉連続幼女誘拐殺人事件の宮﨑勤に死刑判決（2008年6月死刑執行）[1]。
  - トヨタ自動車が「マークIIクオリス」を発売。
- 4月18日 - 東京都江東区大島六丁目の団地でJT女性社員逆恨み殺人事件が発生。7年前（1989年）に同事件の被害者女性（日本たばこ産業〈JT〉社員）に対する強姦致傷事件を起こし、被害者から警察に被害届を出されたことで逮捕・起訴され懲役7年の刑に処された男（同年2月に札幌刑務所を出所）による犯行。
- 4月19日 - アニメ映画、劇場版名探偵コナン 1作目「名探偵コナン 時計じかけの摩天楼」公開。以後毎年新作が製作されることとなる。
- 4月22日 - ペルー日本大使館公邸に特殊部隊突入、人質全員解放（ペルー日本大使公邸占拠事件）[9]。
- 4月25日 - 日産生命保険が債務超過により大蔵省から業務停止命令を受け破綻[9]。戦後初の保険会社の破綻となった。
- 4月27日 - 本田技研工業が「ライフ」を発売。
- 4月30日 - 宝塚歌劇団・月組トップスターの久世星佳が『バロンの末裔』の東京宝塚劇場千秋楽を最後に退団。

### 5月
- 5月4日 - 奈良県月ヶ瀬村（現：奈良市）で中学2年の女子生徒が行方不明になり、後に遺体となって発見される。
- 5月5日 - 南部縦貫鉄道がこの日限りで休止（2002年8月1日付で正式に廃止）。
- 5月12日 - トヨタ自動車が「ラウム」を発売。
- 5月14日 - アイヌ新法が公布。
- 5月18日 - カンヌ国際映画祭で今村昌平監督の日本映画『うなぎ』がパルムドール（最優秀作品賞）を受賞[1]。
- 5月19日
  - 日産自動車が「エルグランド」を発売（いすゞからは「フィリー」として発売された）。
  - 流山女性殺害事件が発覚。事件から15年後の2012年に犯人逮捕。
- 5月20日
  - 東電OL殺人事件の被疑者として男性が逮捕される。しかし、後に冤罪であることが判明し、男性は2012年に無罪判決が確定した。
  - 明治製菓とロッテが日本初のキシリトール入りガムを発売。
  - 静岡駅前にホテル小田急静岡運営のホテルセンチュリー静岡が開業。
- 5月27日
  - セガとバンダイが同年10月1日に予定していた合併の合意を解消したことを発表。
  - 神戸市須磨区の中学校の校門に切断された男児の頭部が置かれているのが発見される。[1]。

### 6月
- 6月2日 - 日産自動車が「セフィーロワゴン」を発売。
- 6月3日 - 京都市地下鉄烏丸線北山駅 - 国際会館駅間延伸開業。
- 6月11日 - 参議院で日本銀行法全面改正案が可決成立[9]。日本の失われた20年の有力な一因となる。
- 6月12日 - 2005年万国博覧会の会場が愛知県瀬戸市に決定する[1]。
- 6月24日 - イチロー選手が「209打席連続無三振」の日本プロ野球記録を樹立。その後の対日本ハム戦で下柳剛から三振するまで、「216打席連続無三振」を記録した。
- 6月28日 - 神戸連続児童殺傷事件の犯人である少年が逮捕される。

### 7月
- 7月5日 - ソニーがFDトリニトロン管を搭載した32型カラーテレビ「WEGA」を発売。
- 7月10日 - 鹿児島県出水市境町針原地区で7月7日から降り続いた雨により、土石流が発生。21人が死亡、2人が重傷、11人が軽傷になった。
- 7月12日 - 映画「もののけ姫」（宮崎駿監督）が劇場公開。
- 7月17日 - ソニーが「メモリースティック」を発売。
- 7月18日 - 岡山県倉敷市に倉敷チボリ公園が開園（2008年閉園）。
- 7月21日 - KinKi Kidsがシングル「硝子の少年」、アルバム「A album」の同時発売でCDデビュー。
- 7月25日 - 東京ディズニーランドに2億人目のゲストが来園。
- 7月26日
  - 山梨県鳴沢村の富士天神山スキー場でフジロックフェスティバルが初開催（2日目は台風の影響で中止）。
  - 山梨県上九一色村に富士ガリバー王国が開園（2001年閉園）。
- 7月29日 - 1982年8月に発生した松山ホステス殺害事件の犯人で指名手配中であった福田和子を時効21日前に福井市で逮捕。
- 7月30日 - 宝塚歌劇団・雪組トップスターの高嶺ふぶきが『仮面のロマネスク』の東京宝塚劇場千秋楽を最後に退団。

### 8月
- 8月1日 - 連続ピストル射殺事件の死刑囚で小説家として活動していた永山則夫の死刑が執行される。
- 8月7日 - 週刊少年マガジン連載の漫画、『金田一少年の事件簿』（異人館村殺人事件）が、島田荘司の小説、『占星術殺人事件』のトリックを盗用していることが発覚する。
- 8月8日 - 阪神甲子園球場で第79回全国高等学校野球選手権大会が開幕。
- 8月16日 - 女子プロレスラーのプラム麻里子が試合中の事故で死亡。
- 8月20日 - オムロンが家庭用耳式体温計「けんおんくんクイック」を発売。
- 8月21日 - 第79回全国高等学校野球選手権大会の決勝戦が行われ、和歌山代表の智弁和歌山が京都代表の平安を6-3で下し初優勝。
- 8月22日
  - 本田技研工業が「シビックタイプR」を発売。
  - 大阪モノレール南茨木駅 - 門真市駅間延伸開業。合計の路線長は21.2kmとなり、世界最長のモノレールとして翌年にはギネス世界記録に認定[10]。
- 8月25日 - 第2白糸トンネル崩落事故。
- 8月28日 - 神戸市中央区の新神戸オリエンタルホテルで山口組若頭の宅見勝が中野会の組員に射殺される。なお、この事件で一般人の男性が狙撃の巻き添えになって9月3日に死亡した（宅見若頭射殺事件）。
- 8月29日 - 大阪市営地下鉄長堀鶴見緑地線が全線開業（大正駅 - 心斎橋駅間、鶴見緑地駅 - 門真南駅間）。

### 9月
- 9月1日 - 改正健康保険法がスタート。

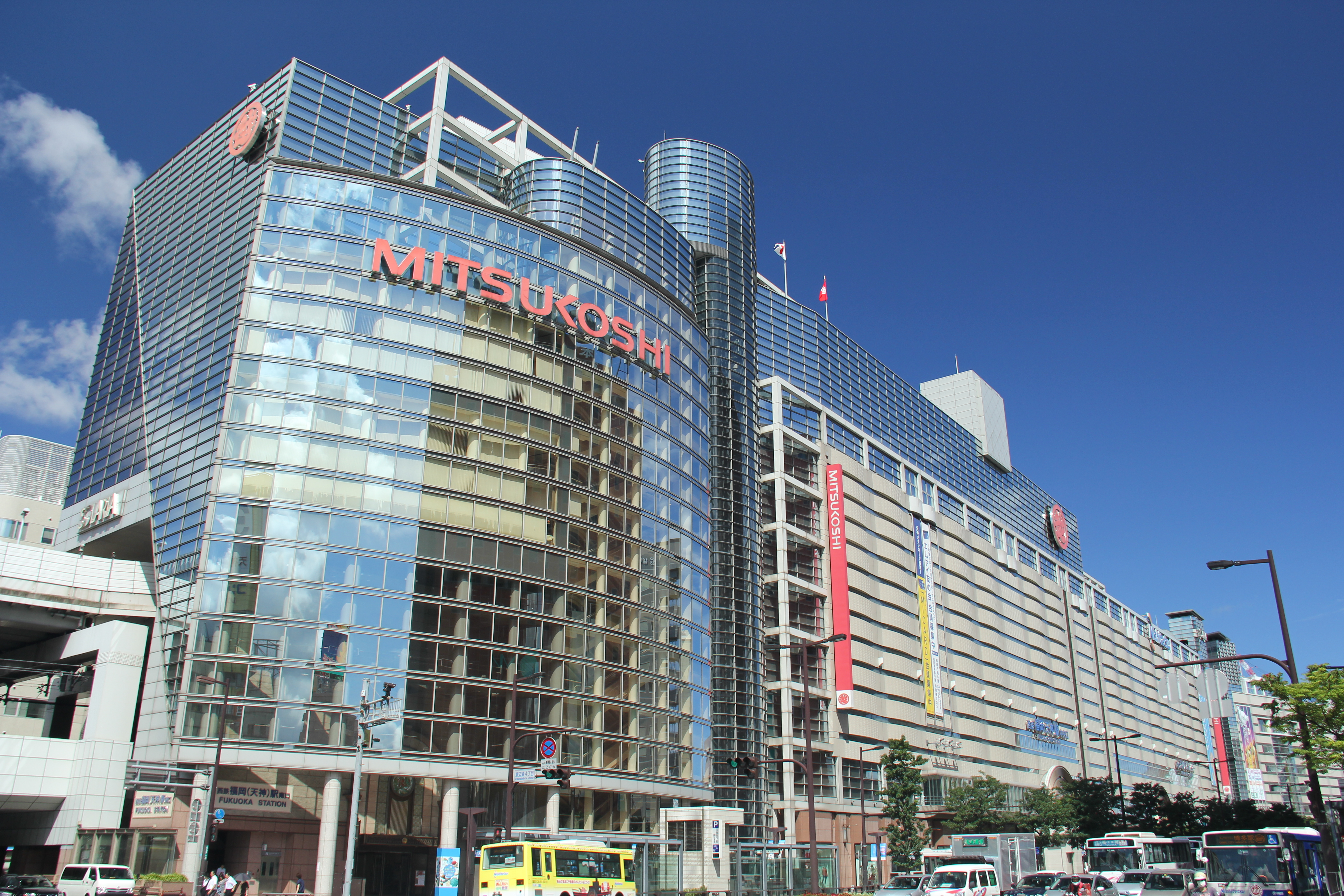
ソラリアターミナルビル開業（9月27日）

- 9月11日 - 第2次橋本改造内閣が発足[9]。ロッキード事件で有罪が確定した佐藤孝行が総務庁長官で初入閣したが、世論の批判で9月22日に辞任。
- 9月15日 - 福島県の安達太良山を登山していた東京都の理容業者の登山会員14人が火山ガスに巻き込まれ、うち4人が死亡。
- 9月18日 - 小売業のヤオハンが倒産、会社更生法を申請する[9]。
- 9月22日 - X JAPAN、解散を発表。
- 9月27日 - 西鉄福岡駅の駅ビル「ソラリアターミナルビル」が開業。10月1日には同ビルのキーテナントである福岡三越が開業。
- 9月28日 - ヤクルトが神宮球場の阪神戦に勝ち、2年ぶりにセ・リーグの優勝を決める。
- 9月30日
  - 営団地下鉄南北線溜池山王駅 - 四ツ谷駅間延伸開業。
  - 列車にEF63形電気機関車を連結して碓氷峠の急勾配を越えることで知られたJR信越本線の横川駅 - 軽井沢駅間がこの日限りで廃止。
- 9月 - PHSの契約者数がピークを迎える。以降携帯電話との競争激化により、契約者数は2000年代中頃まで減少傾向。

### 10月
- 10月1日

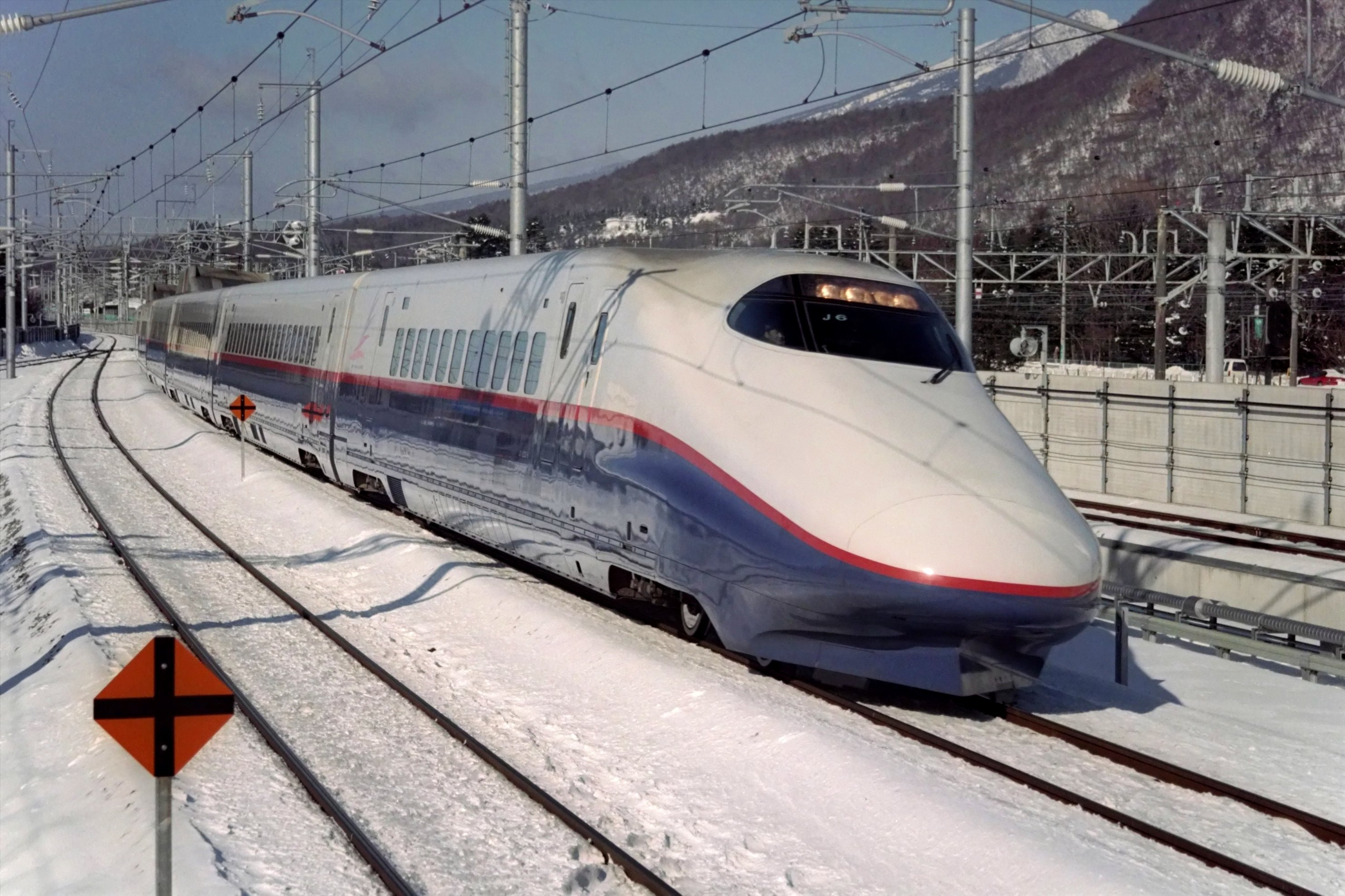
北陸新幹線高崎駅 - 長野駅間部分開業（10月1日、1998年撮影）

  - テレビ東京、子供番組『おはスタ』放送開始。
  - 北陸新幹線高崎駅 - 長野駅間が開業[9]。
  - 信越本線の軽井沢駅 - 篠ノ井駅間をJRから引き継いだしなの鉄道（しなの鉄道線）が営業開始。
  - 土佐くろしお鉄道宿毛線開業。
  - 磐越自動車道が全線開通。
  - 三井石油化学と三井東圧化学が合併し、商号を三井化学と変更。また日本テレコムが日本国際通信（ITJ）を吸収合併。
- 10月3日 - 西武、ダイエー戦（西武球場）で鈴木健がサヨナラ本塁打を放ち、パ・リーグ優勝を決めた。
- 10月6日 - 花王が「ビオレメイク落としふくだけコットン」を発売。
- 10月7日 - 新宿西口バス放火事件（1980年）を起こし、無期懲役が確定した服役囚の男が収監先の千葉刑務所内で自殺。
- 10月9日 - テレビ朝日系列の木曜ドラマ、家政婦は見た!（1時間ドラマ）が放送される。
- 10月11日 - 東京ドームで総合格闘技イベントPRIDE.1が開催される。
- 10月12日
  - JR中央線の大月駅構内で、特急列車と回送列車が衝突し脱線事故（中央線大月駅列車衝突事故）。
  - 京都市営地下鉄東西線醍醐駅 - 二条駅間が開業。同線で御陵駅から京阪京津線浜大津駅までの相互直通運転を開始。それに伴い京阪京津線京津三条駅 - 御陵駅間が前日限りで廃止。
- 10月14日 - 京都共栄銀行が経営破綻。
- 10月16日 - 臓器移植法施行。
- 10月17日 - ペルー早稲田大学探検部員殺害事件が発生(当初失踪事件として扱われ、12月にペルーイキトスの東約200km離れたアマゾン川の陸軍監視所付近で遺体発見)。
- 10月20日 - 大手百貨店の松坂屋の取締役が総会屋に商品券を提供し、不正な利益供与を受けていたとして逮捕。
- 10月22日
  - 錦糸町そごうオープン（2000年12月25日閉店、現アルカキット錦糸町）。
  - 歌手の安室奈美恵がTRFのダンサー・SAMと結婚。
- 10月23日 - ヤクルトが日本シリーズで西武を4勝1敗で下し、2年ぶり4度目の日本一達成。
- 10月28日 - 日本テレビ、教養バラエティ番組『伊東家の食卓』、トーク番組『踊る!さんま御殿!!』放送開始。
- 10月31日 - 山口繁が第14代最高裁判所長官に就任。

### 11月
- 11月1日 - パイオニアがFM文字多重レシーバー「GD-F1」を発売。
- 11月2日 - フジテレビ『ダウンタウンのごっつええ感じ』が、松本人志と局側とのトラブルにより、この日の放送を最後に終了。
- 11月3日 - 三洋証券破綻[9]。証券会社の倒産は戦後初。
- 11月13日 - 北陸自動車道が計画路線延伸後の全線開通。
- 11月16日 - サッカー日本代表が、W杯フランス大会に向けたアジア第3代表決定戦に勝利、W杯初出場を決める[11]。
- 11月17日
  - 北海道拓殖銀行が破綻[9]。都市銀行の倒産は戦後初。
  - エジプト・ルクソールのハトシェプスト女王葬祭殿前でイスラム原理主義過激派「イスラム集団」が外国人観光客を襲撃。日本人10人を含む62人が死亡。
- 11月22日 - 山一證券破綻[9]。戦後の証券会社の倒産としては過去最大。
- 11月24日 - 山一證券の野澤正平社長（当時）が記者会見で同証券の自主廃業を正式に発表。「社員は悪くありませんから…」と号泣しながら会見した。
- 11月26日 - 德陽シティ銀行（宮城県）破綻[9]。同銀行の営業権を仙台銀行に譲渡。
- 11月29日 - JRダイヤ改正。新幹線では500系が東海道新幹線に乗り入れ開始し東京駅 - 博多駅間が5時間以内で結ばれるようになったほか、「のぞみ」の全列車が名古屋駅・京都駅に停車するようになる（「名古屋飛ばし」の廃止）。一方で「ひかり」の停車駅が見直され、東広島駅、新岩国駅が通過となる。在来線では東京 - 九州間の寝台特急の運転区間が短縮された。
- 11月 - 講談社がタウン情報誌『TOKYO1週間』創刊。

### 12月
| 初代トヨタ・プリウス発売（12月10日） |  | 東京湾アクアライン開通（12月18日） |
| 初代トヨタ・プリウス発売（12月10日） |  | 東京湾アクアライン開通（12月18日） |

- 12月1日 - 地球温暖化防止京都会議開幕[12]。
- 12月7日 - 介護保険法公布。
- 12月10日
  - 山陽自動車道の神戸JCT - 山口JCT間が全線開通。中国自動車道とのダブルネットワークが完成し、関西 - 下関・九州間の移動では山陽自動車道・中国自動車道の双方の高速道路が利用可能となった。
  - トヨタ自動車が世界初の量産ハイブリッド専用車「プリウス」を発売。
- 12月11日 - 地球温暖化防止京都会議にて京都議定書が採択される。
- 12月16日 - この日テレビ東京および系列各局で放送されたテレビアニメ『ポケットモンスター』第38話を視聴した多数の人が光過敏性発作等を発し病院に搬送される。
- 12月17日 - 介護保険法制定。
- 12月18日
  - 東京湾アクアライン開通[12]。
  - 大阪港トランスポートシステムテクノポート線大阪港駅 - コスモスクエア駅間と、同ニュートラムテクノポート線コスモスクエア駅 - トレードセンター前駅間が開通[注 1]。
- 12月20日 - 伊丹十三（俳優、映画監督）が、事務所のビルから飛び降り自殺。
- 12月23日 - 丸荘証券が自己破産申請。
- 12月25日 - トヨタ自動車、「ハリアー」を発売。
- 12月27日 - 新進党が両院議員総会で解党を決定。
- 12月31日 - X JAPANが東京ドームにて解散コンサート「THE LAST LIVE〜最後の夜〜」を行い、同日に紅白歌合戦出演を最後に解散。

## 天候・天災・観測等
- 冬（1996年12月 - 1997年2月）は北日本は暖冬、東日本以西は並冬。このシーズンの冬の訪れは、太平洋側の平野部でも初雪が11月中に観測されるなど、かなり早かった。

時系列
- 1月21日 - 1月22日 - 非常に強い寒波が日本列島に流れ込み全国的に大雪。福岡、広島、名古屋、宇都宮でも積雪し、雪のほとんど降らない神戸、高知、大分、熊谷などの太平洋側の地方でも積雪を観測した。
- 6月20日 - 台風7号が愛知県に上陸。東日本を縦断。
- 6月28日 - 台風8号が長崎県に上陸。6月に2つの台風が上陸したのは観測史上初めての事だった。
- 7月26日 - 台風9号が徳島県に上陸。翌日27日に、日本海に抜けたため山陰地方から北陸地方にかけてフェーン現象により猛暑となった。
- 9月8日 - 茨城県稲敷市桜川地区のゴルフ場で落雷事故。木の下で雨宿りをしていた4人が巻き込まれ、死者3名。
- 8月16日 - 秋田焼山（秋田県）が噴火。
- 9月16日 - 台風19号が鹿児島県に上陸。九州の南海上で2日間ほど停滞したため九州南部では長時間暴風雨にさらされた。

## 文化と芸術

### 流行
- たまごっち・デジモンブーム
- ポケモンブーム
- ハイパーヨーヨーブーム
- エヴァンゲリオンブーム
- ハローキティとマイメロディリバイバルブーム
- 小顔ブーム。安室奈美恵ら小顔タレントの人気を受け、フェイスラインスリミングジェル『資生堂 ロスタロット フェースラインエフェクター』等が人気。雑誌でも小顔エクササイズの特集が数多く掲載される。
- コギャルブームが続く。
- 社会人や大学生を中心に前年に隆盛を誇ったポケベルからPHSや携帯電話への移行が始まり、ポケベルの利用者数が減少を始めるが、都心の中高生の間では未だメジャーなコミュニケーション・ツールの座を保ち続ける。
- 大阪発祥の口コミから、ベルギーワッフルが流行。
- 野村佑香、前田愛らローティーンのアイドル『チャイドル』が流行。
- 日本テレビ『おもいッきりテレビ』でワインの健康効果が放送され、また女優の川島なお美が「私の体はワインで出来ている」と発言しワインを愛飲していることも拍車をかけ、ワインの消費量がこの年急拡大。第6次ワインブームが訪れる。

#### 流行語
- 新語・流行語大賞
  - 大賞 - 「失楽園（する）」（渡辺淳一の小説「失楽園」のタイトル。映画・ドラマ化され人気を博した。さらに「不倫する」というところを「失楽園する」と言い換えて、動詞としても用いられた）
  - トップテン - たまごっち（バンダイ）、「時のアセス（assessment）」（公共事業）、ガーデニング、日本版金融ビッグバン、「透明な存在」（酒鬼薔薇事件）、週刊誌フォーカス）、「もののけ姫」（宮崎駿）、パパラッチ（ダイアナ妃の死亡事故を誘発）、「マイブーム」（漫画家みうらじゅんの造語）、「郵政3事業」（当時の厚生大臣・小泉純一郎）

#### ファッション
- 木村拓哉、安室奈美恵、飯島直子らを台頭に、PUFFY、持田香織、篠原ともえらが新たなファッションリーダーとして人気。
- 和物ブーム
- マルキュー(渋谷109)ファッションブームが継続される中、キャミソール、ホルターネック、スリット入りやプリーツのミニスカート、ストレッチブーツが流行。
- 『裏原宿ファッション』が注目を浴びる。ヴィンテージデニム、ローテクシューズ等ヴィンテージアイテムが流行。
- 「ババシャツ」と呼ばれる下着が定着。
- 薄着でもブラジャーの形や縫製が目立たない、シームレスパッドブラジャーの『Tシャツブラ』がトリンプから発売。人気を呼ぶ。
- 男子大学生の間でウィンドブレーカーが流行、ジャストサイズで着るのが定番。
- 色とりどりのジャストサイズのダッフルコートが流行。
- 女子高校生の間で流行が継続していたルーズソックスから、次第に紺色のハイソックスが人気の流れとなる。

### 出版
ベストセラー
- 妹尾河童『少年H』
- 柳美里『家族シネマ』
- 渡辺淳一『失楽園』
- 広末涼子『H』『R』

#### 文学
- 芥川賞
  - 第117回（1997年上半期） - 目取真俊 『水滴』
  - 第118回（1997年下半期） - 該当作品なし
- 直木賞
  - 第117回（1997年上半期） - 篠田節子 『女たちのジハード』、浅田次郎 『鉄道員』
  - 第118回（1997年下半期） - 該当作品なし

#### 雑誌
創刊
- ファッション雑誌『ニコラ』創刊。
- タウン情報誌『TOKYO1週間』創刊（2010年6月休刊）。

### 音楽
- 国内オーディオレコード（CD・オーディオテープを含む）の総生産実績は、4億8070万枚に達し、CDバブルは翌1998年にピークを迎えた。また、この年から2000年にかけて大物バンドの解散、活動休止が相次いで行われた。
- 1月15日 - globe、『FACE』リリース。フジテレビ系木曜劇場「彼女たちの結婚」主題歌。
- 1月22日 - Every Little Thingシングル『Dear My Friend』が オリコン初のトップ10入り
- 1月22日 - 山崎まさよし、『One more time, One more chance』リリース。映画『月とキャベツ』主題歌（1996年、篠原哲雄監督）。アニメーション映画『秒速5センチメートル』主題歌（2007年、新海誠監督）。
- 1月29日 - B'zのボーカル、稲葉浩志がソロデビュー。1stアルバムである『マグマ』をリリースする。初登場1位。タイアップなし、シングル曲なしにも関わらず、ミリオンを達成という日本記録を樹立。この記録は現在も保持している。
- 1月31日 - ポケットビスケッツの第3シングル『Red Angel』、オリコン第2位
- 2月1日 - 川本真琴、『1/2』リリース。フジテレビ系アニメ『るろうに剣心 -明治剣客浪漫譚-』2代目オープニングテーマ。
- 2月5日 - Mr.Children、『Everything (It's you)』リリース。
- 2月19日 - 安室奈美恵シングル『CAN YOU CELEBRATE?』発売。初週売上は82.8万枚と当時の女性アーティストとしてはオリコン歴代最高記録を樹立。この年最大ヒット曲、また総売上枚数229.6万枚と自身の歴代最高ヒット曲となる。
- 2月21日 - 現在のSkoop On Somebodyの原型であるSKOOPがシングル「No Make de On The Bed」でメジャーデビュー。
- 2月21日 - JUDY AND MARY、『くじら12号』リリース。
- 2月24日 - 人気ロックバンドL'Arc〜en〜Cielのドラマーsakuraが覚醒剤取締法違反で逮捕。バンドは活動休止となる（同年10月に活動再開）。
- 3月4日 - ニュー・ウェイヴテクノポップバンド、POLYSICSが結成。新宿JAMで初ライブを行なった。ハヤシを含めてメンバーは当時、高校卒業前だった。
- 3月6日 - バンド米米CLUBが解散。
- 3月21日 - 電気グルーヴ、『Shangri-La』リリース。当初はNHK-FM『ミュージックスクエア』エンディングテーマとして使用されたが、のちに日産自動車の「テラノ」のCMソングとしても使用され、ヒット。
- 3月21日 - 女優松たか子が『明日、春が来たら』で歌手デビュー。
- 3月28日 - TOUR REGRESS OR PROGRESS final を最後に、Mr.Childrenが活動を休止。
- 4月8日 - Every Little Thingのデビューアルバム『everlasting』が200万枚に迫るセールスを記録。
- 4月15日 - アイドル広末涼子が『MajiでKoiする5秒前』で歌手デビュー。
- 4月16日 - PUFFY、『渚にまつわるエトセトラ』リリース。
- 4月19日 - THE YELLOW MONKEY、『LOVE LOVE SHOW』リリース。
- 4月23日 - 華原朋美『Hate tell a lie』が3週連続1位のミリオンセラー。その他全ての作品が1位に。
- 4月23日 - CHARA、『やさしい気持ち』リリース。
- 4月23日 - 河村隆一、『Glass』リリース。
- 4月27日 - シャ乱Q女性ロックヴォーカリストオーディションが始まる。
- 5月14日 - 『A』（電気グルーヴ）リリース。大ヒット曲となった「Shangri-La」を収録。最大の売上枚数を記録した。
- 5月14日 - GLAY、『口唇』リリース。
- 5月14日 - SMAP、『セロリ』リリース。
- 5月16日 - Le Couple、『ひだまりの詩』リリース。フジテレビ系ドラマ『ひとつ屋根の下2』挿入歌。
- 5月28日 - MOON CHILD、『ESCAPE』リリース。日本テレビ系ドラマ『FiVE』主題歌。
- 6月4日 - Every Little Thingのシングル『For the moment』が初のオリコン1位獲得
- 6月18日 - ポケットビスケッツの第4シングル『GREEN MAN』、オリコン第3位。
- 7月9日 - B'z、『Calling』リリース。
- 7月16日 - ポケットビスケッツの1stアルバム『Colorful』、オリコン第3位。
- 7月17日 - 『攻殻機動隊 Megatech Body.CD.ltd』PS用ゲームソフト「攻殻機動隊 GHOST IN THE SHELL」のサウンドトラック。
- 7月21日 - KinKi Kids、PS用『硝子の少年』と「A album」でCDデビューし、爆発的ヒット。
- 7月24日 - THE YELLOW MONKEY、『BURN』リリース。TBS系ドラマ「職員室」主題歌。
- 7月30日 - エレファントカシマシ、『今宵の月のように』リリース。フジテレビ系ドラマ『月の輝く夜だから』主題歌。2017年の第68回NHK紅白歌合戦にて初出場を果たし、この楽曲を披露。
- 8月6日 - GLAY、『HOWEVER』リリース。
- 8月6日 - CORNELIUS（小山田圭吾）、『FANTASMA』リリース。同アルバムに『STAR FRUITS SURF RIDER』収録。
- 8月27日 - SHAZNA、『Melty Love』でデビュー。
- 9月1日 - 『Pacific State』（テクノオムニバス盤）リリース。日本のテクノミュージックの先鋭アーティスト（オオエタツヤ、ケン・イシイ、石野卓球、サブボイス、Co-Fusion、砂原良徳、DJ KRUSHetc. が参加。）の楽曲をCD2枚組で収録。これが、1990年代後半〜2000年代に台頭したエレクトロクラッシュ、ニューウェーブ・リバイバルなどのジャンルに留まらず、その後の音楽シーン、世相を形成させた揺るぎない不動の影響を与えた。
- 9月3日 - スガシカオ、1stアルバム『Clover』リリース。『ヒットチャートをかけぬけろ』、『黄金の月』収録。
- 9月14日 - シャ乱Q女性ロックヴォーカリストオーディションで落選した中澤裕子・石黒彩・飯田圭織・安倍なつみ・福田明日香からなるユニット名が、モーニング娘。と命名される。
- 9月22日 - ロックバンドX JAPANが解散を表明、12月31日の東京ドーム公演終了後にNHK紅白歌合戦で『Forever Love』を演奏しその活動を終了。以後10年間Xは表舞台から姿を消す。
- 9月26日 - THE MAD CAPSULE MARKETS、『DIGIDOGHEADLOCK』をリリース。
- 10月1日 - GLAY、『REVIEW〜BEST OF GLAY』リリース。450万枚を超えるセールスを記録。その後のベストアルバムブームを作り出す。
- 10月10日 - Fantastic Plastic Machine、『The Fantastic Plastic Machine』リリース。
- 10月15日 - SPEED、『White Love』リリース。SPEED最大のヒット曲になる。
- 10月21日 - THEE MICHELLE GUN ELEPHANT、『バードメン』リリース。
- 10月22日 - T.M.Revolution、『WHITE BREATH』リリース。
- 10月22日 - アンドレア・レオナルディ、『NIGHT OF FIRE』リリース。パラパラ第三次ブームを牽引。
- 10月25日 - ゆずがインディーズアルバム「ゆずの素」をリリース。前代未聞の全曲路上レコーディングによる。
- 11月1日 - ブンブンサテライツ、1stミニアルバム『JOYRIDE』リリース。日本におけるビッグ・ビートシーンを牽引し続けた。
- 11月19日 - 黒夢、『少年』リリース。
- 11月21日 - Cocco、『強く儚い者たち』リリース。
- 11月21日 - 斉藤和義、『歌うたいのバラッド』リリース。
- 11月21日 - Dragon Ash､『Mustang!』リリース。（｢Rainy Day And Day」収録。）
- 11月22日 - 河村隆一が2枚目のアルバムである『Love』をリリース。男性ソローアーティストとして歴代1位の売り上げ枚数記録を樹立。この記録は2016年現在も保持している。
- 11月27日 - スピッツ、『運命の人』リリース。
- 11月27日 - SIAM SHADE、『1/3の純情な感情』リリース。フジテレビ系アニメ『るろうに剣心 -明治剣客浪漫譚-』エンディングテーマ。
- 12月3日 - ブラックビスケッツのデビューシングル『STAMINA』リリース。オリコン第2位。
- 12月17日 - 『Pacific State 2 ～The Future Vision of Trans Japan Express』（オムニバス盤）当時の日本を代表するテクノアーティストの楽曲を収録した『Pacific State』(9月1日リリース。)コンピレーションの第二弾としてユニバーサルミュージックから発売が予定されていた。※ 発売中止。
- 12月17日 - LUNA SEA、『SINGLES』リリース。LUNA SEAの全作品で最大の売上を記録した。(全曲リマスタリング。)

### 演劇
歌舞伎
宝塚歌劇団

### 映画
- 2月15日 - ひみつの花園（監督：矢口史靖）
- 4月19日 - 鬼火（監督：望月六郎）
- 5月10日 - 失楽園（監督：森田芳光、主演：役所広司）
- 5月24日 - うなぎ（監督：今村昌平）。第50回カンヌ国際映画祭パルム・ドール受賞。
- 6月7日 - 誘拐（監督：大河原孝夫）
- 6月21日 - 東京夜曲（監督：市川準）
- 10月18日 - バウンス ko GALS（監督：原田眞人）
- 10月18日 - 東京日和（監督：竹中直人）
- 11月1日 - 萌の朱雀（監督：河瀬直美）。カンヌ国際映画祭カメラ・ドール受賞。
- 11月8日 - ラヂオの時間（監督：三谷幸喜）
- 12月13日 - モスラ2 海底の大決戦（監督：三好邦夫）
- 12月27日 - CURE（監督：黒沢清）

### テレビ

#### ドラマ
- NHK大河ドラマ『毛利元就』
- 踊る大捜査線（フジテレビ系）
- バージンロード（フジテレビ系）
- 理想の結婚（TBS系）
- ストーカー・誘う女（TBS系）
- ストーカー 逃げ切れぬ愛（読売テレビ系）
- サイコメトラーEIJI（日本テレビ系）
- 連続テレビ小説『あぐり』（NHK）
- ひとつ屋根の下2（フジテレビ系）
- 総理と呼ばないで（フジテレビ系）
- いいひと。（関西テレビ系）
- ギフト（フジテレビ系）
- ふぞろいの林檎たちIV（TBS系）
- ビーチボーイズ（フジテレビ系）
- 失楽園（読売テレビ系）
- 月の輝く夜だから（フジテレビ系）
- 最後の恋（TBS系）
- D×D（日本テレビ系）
- 青い鳥（TBS系）
- ラブジェネレーション（フジテレビ系）
- ナースのお仕事2（フジテレビ系）
- ぼくらの勇気 未満都市（日本テレビ系）
- 連続テレビ小説『甘辛しゃん』（NHK）

#### 報道・情報
- スーパーJチャンネル（テレビ朝日系）
- スーパーナイト（フジテレビ・関西テレビ系）

#### バラエティーなど諸分野
- とんねるずのみなさんのおかげでした（フジテレビ系）
- たけしの誰でもピカソ（テレビ東京系）
- しあわせ家族計画（TBS系）
- ぐるぐるナインティナイン（日本テレビ系）＜ゴールデン進出＞
- 伊東家の食卓（日本テレビ系）
- 踊る!さんま御殿!!（日本テレビ系）
- おはスタ（テレビ東京系）
- 奇跡体験!アンビリバボー（フジテレビ系）
- 学校へ行こう!（TBS系）

#### 特撮
- ビーロボカブタック（テレビ朝日系）
- 電磁戦隊メガレンジャー（テレビ朝日系）
- ウルトラマンダイナ（TBS・MBS系）

#### その他
- 3月 - フジテレビが東京都新宿区河田町の旧社屋から、東京都港区台場の新社屋に移転、本放送を開始。
- 4月 - FNN・FNS系列のさくらんぼテレビジョン（SAY、山形県）と高知さんさんテレビ（KSS）の2局が同時開局。
- 5月 - 福岡放送（FBS）と北陸放送（MRO）でCM未放送（間引き）問題が発覚。
- 10月 - 関西テレビ放送が、大阪市北区西天満の旧社屋から扇町の新社屋（キッズプラザ大阪）へ移転。

### アニメ
アニメーション映画
- 3月8日 - ドラえもん のび太のねじ巻き都市冒険記（監督：芝山努）
- 4月19日 - クレヨンしんちゃん 暗黒タマタマ大追跡（監督：原恵一)
- 4月19日 - 名探偵コナン 時計じかけの摩天楼（監督：こだま兼嗣）
- 7月12日 - もののけ姫（監督：宮崎駿、声優：石田ゆり子など）
- 7月19日 - 新世紀エヴァンゲリオン劇場版　Air/まごころを、君に（総監督：庵野秀明）

テレビアニメ
- 1月6日 - 『爆走兄弟レッツ&ゴー!!WGP』放映開始（ただし、新番組としては扱われていない）。
- 1月9日 - 『マッハGoGoGo（リメイク版）』、『EAT-MAN』放映開始。
- 2月1日 - 『勇者王ガオガイガー』放映開始。
- 2月15日 - 『キューティーハニーF』放映開始。
- 3月6日 - 『ケロケロちゃいむ』放映開始。
- 4月1日 - 『新・天地無用!』放映開始。
- 4月1日 - 『ポケットモンスター』放映開始（12月16日放送分でポケモンショックが発生したため、同日から1998年4月15日まで放送休止）。
- 4月2日 - 『グランダー武蔵』、『少女革命ウテナ』、『MAZE爆熱時空』放映開始。
- 4月2日 - 『HAUNTEDじゃんくしょん』、『超特急ヒカリアン』放映開始。
- 4月3日 - 『はいぱーぽりす』放映開始。
- 4月4日 - 『バンブー・ベアーズ』、『スレイヤーズTRY』放映開始。
- 4月7日 - 『金田一少年の事件簿』、『BØY』放映開始。
- 4月8日 - 『救命戦士ナノセイバー』放映開始（『天才てれびくん』内で放映）。バーチャル3部作の3作目にして最終作。
- 4月9日 - 『白鯨伝説』放映開始。
- 4月19日 - 『ザ・シンプソンズ』放映開始。
- 4月27日 - 『中華一番!』放映開始。
- 5月3日 - 『CLAMP学園探偵団』放映開始。
- 7月2日 - 『みすて♡ないでデイジー』放映開始。
- 7月3日 - 『はれときどきぶた』放映開始。
- 7月4日 - 『あずみマンマ・ミーア』放映開始。
- 7月5日 - 『忍ペンまん丸』放映開始。
- 7月7日 - 『TVで発見!!たまごっち』放映開始。
- 7月19日 - 『烈火の炎』放映開始。
- 9月7日 - 『夢のクレヨン王国』放映開始。
- 9月30日 - 『マスターモスキートン'99』、『ハニ太郎です。』放映開始。
- 10月1日 - 『ビーストウォーズ 超生命体トランスフォーマー』、『深海伝説マーメノイド』、『ネクスト戦記エーアガイツ』放映開始。
- 10月1日 - 『エルフを狩るモノたちII』放映開始。
- 10月2日 - 『VIRUS ‐VIRUS BUSTER SERGE‐』、『超魔神英雄伝ワタル』放映開始。
- 10月3日 - 『バトルアスリーテス大運動会』放映開始。
- 10月4日 - 『アニメがんばれゴエモン』、『さくらももこ劇場コジコジ』放映開始。
- 10月6日 - 『忍たま乱太郎』、『吸血姫美夕』、『剣風伝奇ベルセルク』放映開始。
- 10月18日 - 『フォーチュンクエストL』放映開始。
- 10月27日 - 『学級王ヤマザキ』放映開始（当初は『おはスタ』内で放映されたが、『ポケットモンスター』休止中の代役番組として放映し、後に正式番組として放映）。
- 11月26日 - 『ドクタースランプ』放映開始。
- 12月12日 - 『BURN-UP EXCESS』放映開始。

OVA

### ゲーム

#### コンピューターゲーム

##### テレビゲーム
PlayStation黄金期
ソニー・コンピュータエンタテインメント (SCE) の家庭用ゲーム機「PlayStation」が爆発的な売れ行きを見せ、この1年だけで500万台上乗せして年末には国内出荷台数1000万台を突破した。また、ソフトの面でもスクウェアのゲームをはじめ年間を通してミリオンセラーが5本と続発（FFVII以外は夏に集中、下記参照） しており、さらにSCEのソフトでは『グランツーリスモ』、『みんなのGOLF』などロングヒットにより、最終的にダブルミリオン（200万本以上の売上）を達成するソフトも出てきた。
- 1月9日 - PlayStationの日本国内出荷台数が500万台を突破（SCEの発表による）。
- 1月14日 - エニックスが『ドラゴンクエストVII』のPlayStationでの開発を発表。直前にはエニックスのPlayStation市場への参入も発表されていた。
- 1月31日 - スクウェアが『ファイナルファンタジーVII』（FFVII）を発売。日本国内で400万本（全世界合計1000万本以上）を売り上げ、PlayStation普及の起爆剤に。
- 12月31日 - PlayStationの日本国内出荷台数が1000万台を突破（SCEの発表による）。

主なゲームソフト
上記のFFVIIを除く、1997年に発売された主なテレビゲーム（据置機）のソフトを以下に記す。
- 1月31日 - SCEより『I.Q 〜インテリジェントキューブ〜』（PS）発売。口コミでロングヒット。
- 2月28日 - SNKより『リアルバウト餓狼伝説スペシャル』（NEOGEO）発売。
- 2月28日 - ハドソンよりスーパーボンバーマンシリーズの最終作、『スーパーボンバーマン5』（SFC）発売。
- 4月27日 - 任天堂より『スターフォックス64』（N64）発売。全世界で約403万本売り上げ、シューティングゲーム史上売上高世界一を記録。
- 5月30日 - ナムコより『エースコンバット2』（PS）発売。
- 6月20日 - スクウェアより『ファイナルファンタジータクティクス』（PS）発売（ミリオン達成）。
- 7月11日 - スクウェアより『サガ フロンティア』（PS）発売（ミリオン達成）。
- 7月17日
  - SCEより『みんなのGOLF』（PS）発売。口コミでロングヒットし最終的にダブルミリオン達成（年内ではミリオン達成）、以降シリーズとなる。
  - アスキーより『ダービースタリオン』（PS）発売（ミリオン達成）。
- 7月24日 - テクモより『モンスターファーム』（PS）発売。手持ちのゲームCDや音楽CDなどから育てるモンスターを誕生させることができる特徴を持ち、口コミでロングヒットした。
- 8月1日 - カプコンより『ロックマンX4』（PS、SS）発売。
- 9月11日 - カプコンより『ブレス オブ ファイアIII』（PS）発売。
- 9月25日
  - スクウェアより『フロントミッション セカンド』（PS）発売。
  - バンプレストより『スーパーロボット大戦F』（SS）発売。
  - カプコンより『バイオハザード ディレクターズカット』（PS）発売。『バイオハザード2』（翌年1月発売）の体験版ディスクを付属している。
- 12月18日
  - ゲームアーツより『グランディア』（SS）発売。『CESA大賞'97』の優秀作品として受賞。
  - タイトーの『電車でGO!』（下記のアーケードゲーム）がPlayStation（PS）に移植発売、ロングヒットし最終的にミリオン達成。
  - SCEより『クラッシュ・バンディクー2 〜コルテックスの逆襲!〜』（PS）発売（最終的にミリオン達成）。
- 12月23日
  - ナムコより『テイルズ オブ デスティニー』（PS）発売。以後シリーズとなる。
  - SCEよりドライブシミュレーションゲーム『グランツーリスモ』（PS）発売。口コミでロングヒットし最終的にダブルミリオン達成、以降シリーズとなる。
  - スクウェアより『チョコボの不思議なダンジョン』（PS）発売（最終的にミリオン達成）。

##### 携帯型ゲーム
ポケモンブーム
- 1996年2月27日に発売された任天堂の『ポケットモンスター 赤・緑』（GB）が今年に入って大ブレイクし、年間通して400万本近く上乗せ[13][出典無効]。ポケモンブームを巻き起こす。また、後年（1998年〜1999年）には日本国外でも発売され、さらにテレビアニメも放映されたことからそのブームは世界中にも拡大、『青』や『ピカチュウ』も含めた最終的な世界合計売上本数は約4500万本に上り、ロールプレイングゲーム史上売上高世界一を記録している。

主なゲームソフト
1997年に発売された主な携帯型ゲーム（携帯機）のソフトを以下に記す。
- 6月27日 - バンダイより『ゲームで発見!!たまごっち』（GB）発売。わずか4ヶ月後（10月）には続編となる『ゲームで発見!!たまごっち2』（GB）も発売。

##### アーケードゲーム
- 鉄拳3 - 「ゲームマシン」誌 97年年間ベストヒットゲームズ25 ＴＶゲーム機ソフトウェア部門 第一位[14]
- バーチャファイター3 - 「ゲームマシン」誌 97年年間ベストヒットゲームズ25 完成品タイプのＴＶゲーム機 第一位[14]
- ジュラシックパーク（英語版） - 「ゲームマシン」誌 97年年間ベストヒットゲームズ25 フリッパー部門 第一位[14]
- プリント倶楽部2 - 「ゲームマシン」誌 97年年間ベストヒットゲームズ25 その他のアーケードゲーム機部門 第一位[14]

- 3月 ‐ タイトーの『電車でGO!』が稼働開始。
  - なお、12月にはPlayStation版も発売しており（上記参照）、ミリオンセラーとなっている。
- 12月10日 - コナミの『beatmania』が稼動開始。音楽ゲームの先駆けとしてヒットし、また、シリーズ化された。

## スポーツ

### 総合競技大会
- 第52回国民体育大会（なみはや国体）

### 各競技

#### 野球
プロ野球
- セ・リーグ優勝 - ヤクルトスワローズ
- パ・リーグ優勝 - 西武ライオンズ
- 日本シリーズ優勝 - ヤクルトスワローズ（4勝1敗）

高校野球
- 第69回選抜高等学校野球大会優勝 - 天理（奈良県）
- 第79回全国高等学校野球選手権大会優勝 - 智弁和歌山（和歌山県）

#### 大相撲（幕内最高優勝）
- 初場所　若乃花勝
- 春場所　貴乃花光司
- 夏場所　曙太郎
- 名古屋　貴乃花光司
- 秋場所　貴乃花光司
- 九州場所　貴ノ浪貞博

#### サッカー
Jリーグ
- 第1ステージ優勝:鹿島アントラーズ
- 第2ステージ優勝:ジュビロ磐田
- 年間優勝:ジュビロ磐田
- ナビスコカップ優勝：鹿島アントラーズ

天皇杯全日本サッカー選手権大会
- 優勝：鹿島アントラーズ

#### プロレス
- プロレス大賞MVP　蝶野正洋（新日本プロレス）
- G1クライマックス優勝　佐々木健介（初優勝）
- 世界最強タッグ決定リーグ戦優勝　川田利明&田上明組「聖鬼軍」

#### モータースポーツ
- 全日本選手権フォーミュラ・ニッポン　ペドロ・デ・ラ・ロサ
- 全日本F3選手権 トム・コロネル
- 全日本GT選手権　ペドロ・デ・ラ・ロサ、ミハエル・クルム
- 全日本ツーリングカー選手権　中子修
- 全日本ロードレース選手権
  - スーパーバイク　芳賀紀行
  - 250cc　加藤大治郎
- ダカール・ラリーで篠塚建次郎（三菱自動車）が四輪部門で日本人初の総合優勝。日野自動車がトラック部門で優勝。

## 誕生
誕生した事に特筆性のある人物等（世襲制の跡継ぎ、絶滅寸前の生物の誕生、等）を記載しています。それ以外については、Category:1997年生を参照してください。

### 1月
- 1月3日 - 澤畠流星、俳優
- 1月4日 - 市來杏香、元ボーカル兼パフォーマー (元Flower、元E-girls)
- 1月4日 - 上村莉菜、櫻坂46
- 1月5日 - るいか、ジュニアアイドル
- 1月6日 - 柿木映二、元プロ野球選手
- 1月7日 - 石田亜佑美、モーニング娘。
- 1月8日 - 川口千里、ドラマー
- 1月9日 - 矢野七海、女優
- 1月9日 - 西畑大吾、なにわ男子
- 1月10日 - 今野鮎莉、元女優
- 1月12日 - 上川畑大悟、プロ野球選手
- 1月12日 - 田中明、女優
- 1月12日 - 本庄鈴、AV女優
- 1月14日 - 伊藤優輔、プロ野球選手
- 1月15日 - 古川優香、ファッションモデル、YouTuber
- 1月15日 - 稗田寧々、声優
- 1月17日 - 八百板卓丸、プロ野球選手
- 1月19日 - 太田賢吾、プロ野球選手
- 1月19日 - 黒岩伶奈、女優
- 1月19日 - 山崎あみ、ファッションモデル
- 1月19日 - 小室安未、ファッションモデル
- 1月21日 - 橋本楓、タレント、元アイドリング!!!21号
- 1月22日 - 生田絵梨花、女優、元乃木坂46
- 1月22日 - 鵜澤正太郎、俳優、声優
- 1月22日 - 川瀬裕斗、俳優
- 1月22日 - 夏目卓実、俳優
- 1月22日 - 畠山真莉愛、女優
- 1月22日 - 宮本侑芽[15]、女優、声優
- 1月23日 - 根木翼、俳優
- 1月24日 - 菊池耕太、ショートトラック選手
- 1月24日 - 福住仁嶺、レーシングドライバー
- 1月25日 - 今川優馬、プロ野球選手
- 1月25日 - 小野寺梨紗、AV女優、ストリッパー
- 1月25日 - 溝手るか、シンガーソングライター、元SUPER☆GiRLS
- 1月26日 - 岸本華和、女優
- 1月27日 - 板倉滉、サッカー選手
- 1月27日 - 南川ある、女優
- 1月29日 - 長谷川唯、サッカー選手
- 1月29日 - 平野紫耀[16]、元King & Prince
- 1月31日 - 熊谷実帆、ニッポン放送アナウンサー
- 1月31日 - 杉田妃和、サッカー選手
- 1月31日 - 山口貴也[17]、俳優

### 2月
- 2月1日 - 髙橋優貴、プロ野球選手
- 2月3日 - 井桁弘恵、女優、ファッションモデル
- 2月3日 - 髙橋光成、プロ野球選手
- 2月3日 - 宮本昌典（英語版）、ウエイトリフティング選手
- 2月4日 - 中条あやみ、ファッションモデル、女優
- 2月4日 - 高島崚輔、政治家（兵庫県芦屋市長）
- 2月4日 - 山根綺、声優
- 2月5日 - 鈴木優、プロ野球選手
- 2月5日 - 松本穂香、女優
- 2月6日 - 後藤拓実、お笑い芸人（四千頭身）
- 2月6日 - 中津川南美、女優
- 2月7日 - 七木奏音、ファッションモデル
- 2月8日 - 大森弘貴、俳優
- 2月8日 - 良音なずな、AV女優
- 2月10日 - 田中亜里沙、元女子プロ野球選手
- 2月11日 - 志田友美、ファッションモデル、女優、元夢みるアドレセンス
- 2月12日 - 木野日菜、声優
- 2月12日 - 米澤太郎、NHKアナウンサー
- 2月13日 - 田北香世子、元AKB48
- 2月13日 - 新澤由貴（英語版）、水球選手
- 2月13日 - 綾部蓮、プロレスラー
- 2月14日 - 沖田愛加、キャスター
- 2月14日 - 水瀬琴音、レースクイーン、グラビアモデル
- 2月15日 - 岡村大八、サッカー選手
- 2月15日 - 神宮寺ナオ、AV女優
- 2月16日 - 小川和紗、柔道家
- 2月16日 - 佐藤葵、元ファッションモデル
- 2月16日 - 中山雄太、サッカー選手
- 2月16日 - 茂木忍、元AKB48
- 2月16日 - 目黒蓮、Snow Man
- 2月17日 - 浅野雄也、サッカー選手
- 2月17日 - 斎藤ちはる、テレビ朝日アナウンサー、元乃木坂46
- 2月17日 - 佐藤初、女優
- 2月18日 - 岡田千咲、女優
- 2月18日 - 水咲優美、グラビアアイドル
- 2月19日 - 亀井塔生、元プロ野球選手
- 2月20日 - 野本ほたる、女優
- 2月21日 - 塹江敦哉、プロ野球選手
- 2月22日 - 市川苑実、女優
- 2月22日 - 金子純季、俳優
- 2月22日 - 勢藤優花、スキージャンプ選手
- 2月22日 - 油布京子、アニメーター、キャラクターデザイナー
- 2月22日 - 西宮このみ、元AV女優
- 2月23日 - 近藤里奈、元NMB48
- 2月23日 - 西沢幸奏、歌手、ギタリスト
- 2月24日 - 矢倉楓子、女優、YouTuber、元NMB48
- 2月25日 - 佐奈宏紀、俳優、モデル
- 2月25日 - 相馬勇紀、サッカー選手
- 2月25日 - 月城莉奈、声優
- 2月27日 - 今井日奈子、アナウンサー
- 2月28日 - 松元克央、競泳選手
- 2月28日 - 芳根京子、女優

### 3月
- 3月1日 - 山中瑶子、映画監督
- 3月1日 - 成沢紫音、レースクイーン
- 3月3日 - 西岡里紗、バスケットボール選手
- 3月3日 - 村岡桃佳、チェアスキー選手
- 3月4日 - DAOKO、アーティスト
- 3月4日 - 原大智、フリースタイルスキー選手、競輪選手
- 3月5日 - 今田美桜、女優
- 3月5日 - 今田美奈、元HKT48
- 3月7日 - UraN、YouTuber、(くれいじーまぐねっと)
- 3月7日 - 田野優花、タレント、元AKB48
- 3月7日 - 矢作穂香、女優、ファッションモデル
- 3月8日 - 松井珠理奈、タレント、女優、元SKE48
- 3月11日 - カンザキイオリ、シンガーソングライター・ボカロP、小説家
- 3月11日 - 宮瀬なこ、グラビアアイドル
- 3月11日 - 百瀬大騎、元プロ野球選手
- 3月12日 - 咲本美桜、Luce Twinkle Wink☆、元sendai☆syrup
- 3月13日 - マスター・ワト、プロレスラー
- 3月15日 - 黒島結菜、女優
- 3月16日 - 床秦留可、アイスホッケー選手
- 3月16日 - 町野友哉、アメリカンフットボール選手
- 3月17日 - 笠谷俊介、プロ野球選手
- 3月17日 - 村上虹郎、俳優
- 3月17日 - 木下遥、ファッションモデル
- 3月18日 - 吉木千沙都、ファッションモデル
- 3月19日 - 細谷理紗、ファッションモデル
- 3月20日 - 都築拓紀、お笑い芸人（四千頭身）
- 3月21日 - 青木美奈実、南海放送アナウンサー
- 3月24日 - 名井南、TWICE
- 3月24日 - 井口綾子、タレント、グラビアアイドル
- 3月25日 - 高梨健太、バレーボール選手
- 3月26日 - 三好康児、サッカー選手
- 3月27日 - 高橋胡桃、タレント、元アイドリング!!!27号
- 3月28日 - 松村朱咲、元女子プロ野球選手
- 3月30日 - 村瀬紗英、ファッションモデル、元NMB48

### 4月
- 4月2日 - 桜井日奈子、女優
- 4月2日 - 姫野優也、プロ野球選手
- 4月5日 - 荒原美咲、女優
- 4月6日 - 愛斗、プロ野球選手
- 4月6日 - 唯月優花、元AV女優
- 4月6日 - たけうちほのか、モデル、タレント
- 4月8日 ‐ 一ノ瀬颯、俳優
- 4月9日 - 今井美桜、フリーアナウンサー、モデル
- 4月9日 - 押田岳、俳優
- 4月9日 - 川島想妃愛、女優
- 4月9日 - 後藤翼ジェニー、YouTuber、元タレント、アイドル、ファッションモデル、
- 4月9日 - 田口司、タレント
- 4月9日 - 廣岡大志、プロ野球選手
- 4月10日 - 梶原悠未、自転車競技選手
- 4月10日 - 川村広輝、俳優
- 4月13日 - 岐洲匠、俳優
- 4月13日 - 渡邊渚、フリ一アナウンサー、元フジテレビアナウンサー
- 4月15日 - 塚本真由（英語版）、アーティスティックスイミング選手
- 4月15日 ‐ 中村海人、Travis Japan
- 4月15日 - 永谷暢章、野球選手
- 4月15日 - 堀内謙伍、プロ野球選手
- 4月15日 - 美谷朱音、AV女優
- 4月16日 - 石神澪、タレント
- 4月16日 - 小芝風花、女優
- 4月16日 - 谷川原健太、プロ野球選手
- 4月17日 - 宇草孔基、プロ野球選手
- 4月17日 - 熊沢世莉奈、元HKT48
- 4月17日 - 海野翔太、プロレスラー
- 4月18日 - 鶴田玲美、陸上競技選手
- 4月18日 - 土橋晶、タレント
- 4月18日 - 岩田涼太、YouTuber（だいにぐるーぷ）
- 4月20日 - 齋藤慎太郎、TBSアナウンサー
- 4月20日 - 柳町達、プロ野球選手
- 4月21日 - 高木紗友希、元Juice=Juice
- 4月22日 - 溝呂木世蘭、ファッションモデル、元Cheeky Parade、元E-traps
- 4月22日 - 渡辺瑠海、テレビ朝日アナウンサー
- 4月23日 - 長沢菜々香、元欅坂46
- 4月23日 - 義村聡志、NHKアナウンサー
- 4月24日 - 有村果夏、グラビアアイドル
- 4月25日 - 綾部翔、元プロ野球選手
- 4月25日 - 小田えりな、元AKB48
- 4月26日 - 巽大介、元プロ野球選手
- 4月28日 - 叶結花、タレント、E-traps
- 4月28日 - 豊田寛、プロ野球選手
- 4月29日 - アンジェラ芽衣、タレント、モデル
- 4月29日 - 志田千陽、バドミントン選手

### 5月
- 5月1日 - 雪見みと、女優
- 5月2日 - 大西亜玖璃、声優
- 5月2日 - 小松美月、女優
- 5月2日 - 南茉莉花、FES☆TIVE
- 5月3日 - 富山凌雅、プロ野球選手
- 5月3日 - 花咲れあ、グラビアアイドル
- 5月5日 - 田辺大智、日本テレビアナウンサー
- 5月7日 - 髙木悠未、(LinQ)
- 5月7日 - 石森虹花、元欅坂46
- 5月7日 - 前田彩里、元アイドル
- 5月8日 - 大本里佳、競泳選手
- 5月8日 - 髙橋純平、プロ野球選手
- 5月8日 - 藤ヶ崎矢子、プロレスラー
- 5月8日 - 今田萌、女優、元アイドル
- 5月9日 - 石飛恵里花、声優、元ピュアリーモンスター
- 5月9日 - 神林秀太、俳優
- 5月9日 - 平本亜夢、女優
- 5月11日 - 横田葵子、新体操選手
- 5月11日 - 柳理菜、元女子プロ野球選手
- 5月12日 - 佐野剛基、俳優
- 5月12日 - 山口愛、女優
- 5月13日 - 山本涼太、ノルディック複合選手
- 5月13日 - スダリオ剛、総合格闘家、元大相撲力士
- 5月13日 - 貴賢神、総合格闘家、元大相撲力士
- 5月14日 - 高橋奎二、プロ野球選手
- 5月15日 - 水城るな、元グラビアアイドル
- 5月16日 - 佐藤佳穂、SKE48
- 5月17日 - 田中若葉、ファッションモデル
- 5月18日 - 岡島彩花、タレント、レースクイーン
- 5月19日 - 青柳昴樹、元プロ野球選手
- 5月20日 - ささの貴斗、俳優
- 5月20日 - 三笘薫、サッカー選手
- 5月21日 - 中村健人、プロ野球選手
- 5月21日 - 野中生萌、スポーツクライマー
- 5月21日 - 山崎怜奈、元乃木坂46
- 5月23日 - 杉浦みずき、フリーアナウンサー
- 5月23日 - 田辺留依、声優
- 5月23日 - 林大地、サッカー選手
- 5月25日 - 日隈ジュリアス、元プロ野球選手
- 5月26日 - 八木彬、プロ野球選手
- 5月27日 - 坂本たかや、俳優
- 5月29日 - 一山麻緒、陸上競技選手
- 5月29日 - 西藤俊哉、フェンシング選手
- 5月30日 - 小嶋真子、タレント、YouTuber、元AKB48
- 5月31日 - 本村碧唯、元HKT48

### 6月
- 6月1日 - 西洸人、INI
- 6月2日 - 佐藤世那、元プロ野球選手
- 6月3日 - 小川一平、プロ野球選手
- 6月3日 - 柘植世那、プロ野球選手
- 6月4日 - 木村穂乃、NHKアナウンサー
- 6月4日 - 中西香菜、YouTuber、元アンジュルム
- 6月4日 - 里歩、プロレスラー
- 6月5日 - 小川八起、俳優
- 6月5日 - 北澤早紀 、女優、元AKB48
- 6月6日 - 村西良太、プロ野球選手
- 6月6日 - 山口茜、バドミントン選手
- 6月7日 - 渡邉大樹、元プロ野球選手
- 6月9日 - 並木瑠璃、シンガーソングライター
- 6月9日 - 石川祐奈、 AV女優
- 6月10日 - 一力遼、囲碁棋士
- 6月10日 - 小倉史也、俳優
- 6月10日 - 嶋田ココ、NHKアナウンサー
- 6月10日 - 寺本純菜、女優
- 6月10日 - 水湊美緒、タレント、元#ババババンビ
- 6月11日 - 影山拓也、俳優、歌手（元IMPACTors）
- 6月11日 - 岡本真依、アイドル（元ひめキュンフルーツ缶、元トライシグナル）
- 6月12日 - 勝野昌慶、プロ野球選手
- 6月13日 - 一色海鈴、グラビアアイドル
- 6月13日 - 寺内皓大、NHKアナウンサー
- 6月13日 - 渡辺勇大、バドミントン選手
- 6月14日 - 井上直樹、総合格闘家
- 6月14日 - 藤井風、シンガーソングライター
- 6月14日 - 渡辺彩華、総合格闘家
- 6月15日 - 村山彩希、元AKB48、元子役
- 6月16日 - 青木涼真、陸上競技選手
- 6月16日 - 河田悠希、アーチェリー選手
- 6月18日 - 河村説人、プロ野球選手
- 6月19日 - 堤ほの花、ラグビー選手
- 6月20日 - 藍、モデル
- 6月20日 - 吉田凌、元プロ野球選手
- 6月21日 - 高橋樹也、元プロ野球選手
- 6月22日 - 向田真優、レスリング選手
- 6月23日 - 東留伽、ABCテレビアナウンサー
- 6月24日 - 磯部裕次郎、プロアイスホッケー選手
- 6月25日 - 杉山晃基、元プロ野球選手
- 6月26日 - 武藤弘樹、アーチェリー選手
- 6月27日 - 德田聡一朗、フジテレビアナウンサー
- 6月28日 - 牧野任祐、レーシングドライバー
- 6月29日 - 御子柴彩里、女優
- 6月30日 - 伊藤健太郎、俳優

### 7月
- 7月1日 - 金子りえ、元ハロプロ研修生
- 7月1日 - 新田ひより、声優
- 7月1日 - ちびさいKYOKA、総合格闘家
- 7月2日 - 林輝幸 、クイズプレイヤー
- 7月3日 - 三浦成美、サッカー選手
- 7月4日 - 石原める、AV女優
- 7月7日 - 長谷川ミラ、女優
- 7月7日 - 生田衣梨奈、モーニング娘。
- 7月7日 - 土生瑞穂、櫻坂46
- 7月9日 - 佐藤ノア、ファッションモデル
- 7月10日 - 加藤玲奈、元AKB48
- 7月11日 - 石塚朱莉、元NMB48
- 7月13日 - 朝日花奈、元ラストアイドル
- 7月13日 - 桑代貴明、俳優
- 7月14日 - 橋本来留美、女優
- 7月15日 - 海野隆司、プロ野球選手
- 7月15日 - 田中絵里花、元タレント
- 7月15日 - 森本慎太郎、SixTONES
- 7月16日 - 美月絢音、グラビアアイドル
- 7月17日 - 村松珠希、野球選手
- 7月18日 - 相澤晃、陸上競技選手
- 7月19日 - 田中碧海、俳優
- 7月20日 - 太野彩香、元NGT48
- 7月20日 - 勝俣翔貴、プロ野球選手
- 7月21日 - オコエ瑠偉、プロ野球選手
- 7月22日 - 高野洸、俳優、元Dream5
- 7月23日 - 小原和樹、NHKアナウンサー
- 7月23日 - 池田涼希、プロアイスホッケー選手
- 7月24日 - 堺亮介（英語版）、トランポリン競技選手
- 7月24日 - 桜木那智、俳優、ファッションモデル
- 7月24日 - こばしり。、YouTuber
- 7月25日 - 大野雄一郎、元ABCテレビアナウンサー
- 7月26日 - 森保まどか、タレント、ピアニスト、元HKT48
- 7月26日 - 多屋来夢、ファッションモデル
- 7月27日 - 塩谷南美（英語版）、水球選手
- 7月27日 - 武田玲奈、ファッションモデル、女優
- 7月27日 - 吉田大喜、プロ野球選手
- 7月27日 - 莉音、モデル、タレント
- 7月28日 - 坂本裕哉、プロ野球選手
- 7月29日 - 石井大智、プロ野球選手
- 7月30日 - 金子拓郎、サッカー選手

### 8月
- 8月1日 - 加藤夕夏、元NMB48
- 8月1日 - 松井健太、俳優
- 8月2日 - 望月惇志、プロ野球選手
- 8月5日 - 田久保夏鈴、ファッションモデル
- 8月6日 - 岩﨑果歩、NHKアナウンサー、元タレント
- 8月6日 - 松浦愛紗、女優
- 8月7日 - 茂木慎之介、プロアイスホッケー選手
- 8月8日 - 中村晨、元プロ野球選手
- 8月8日 - 小川航基、サッカー選手
- 8月9日 - 阿部一二三、柔道家
- 8月9日 - 藤田菜七子、競馬騎手
- 8月9日 - 大橋和也、なにわ男子
- 8月9日 - 我妻泰熙、俳優
- 8月10日 - 高月彩良、女優、元bump.y
- 8月10日 - 熊崎晴香、SKE48
- 8月11日 - 加藤葉月、ファッションモデル
- 8月11日 - 木本花音、元女優、元SKE48
- 8月11日 - 西村菜那子、元NGT48
- 8月12日 - 黒瀬健太、プロ野球選手
- 8月12日 - 雪虎慶次、コスプレイヤー
- 8月16日 - 平沼翔太、プロ野球選手
- 8月17日 - 水嶋瑞希、女優
- 8月21日 - 今日和、女子相撲選手
- 8月21日 - 山梨史奈、ミュージカル俳優
- 8月23日 - 中井りか、元NGT48
- 8月23日 - 山下潤、陸上競技選手
- 8月23日 - 北香那、女優
- 8月24日 - 柳美稀、ファッションモデル、女優
- 8月25日 - 香坂まや、タレント
- 8月25日 - 中村あやの、タレント
- 8月25日 - 町田浩樹、サッカー選手
- 8月25日 - 森下暢仁、プロ野球選手
- 8月27日 - 川井友香子、レスリング選手
- 8月28日 - 小山侑紀、女優
- 8月29日 - 阿久津賀紀、俳優
- 8月29日 - 森俊貴、サッカー選手
- 8月30日 - 阿部顕嵐、7ORDER、俳優、元ジャニーズJr. (Love-tune)
- 8月30日 - 眞嶋優、女優
- 8月30日 - Fumiha、ベーシスト（ЯeaL）
- 8月31日 - 伊藤大海、プロ野球選手

### 9月
- 9月1日 - 小原美南、元女子プロ野球選手
- 9月3日 - 木村花、プロレスラー (+ 2020年[18])
- 9月3日 - 土井谷誠一、YouTuber（だいにぐるーぷ）
- 9月4日 - 巨勢晴香、タレント
- 9月4日 - 坂東希、パフォーマー (元Flower、元E-girls)、ファッションモデル
- 9月4日 - 松田蘭、レースクイーン
- 9月5日 - 齊藤京子、日向坂46
- 9月5日 - 中山ふみか、AV女優
- 9月6日 - 岡村茉奈、ラストアイドル
- 9月6日 - つくし、プロレスラー
- 9月6日 - 堀井優太、NHKアナウンサー
- 9月9日 - 有馬優美、水球選手
- 9月9日 - 日向ななみ、元女優
- 9月9日 - 渡辺健史、元プロ野球選手
- 9月10日 - 安藤咲良、フリーアナウンサー、タレント、元子役
- 9月11日 - 森迫永依、女優
- 9月12日 - 井家良輔、俳優
- 9月12日 - 武内駿輔、声優
- 9月12日 - 中島由貴、声優、モデル、元アース・スター ドリーム
- 9月15日 - 川瀬晃、プロ野球選手
- 9月15日 - 山崎香佳、毎日放送アナウンサー
- 9月17日 - 岡田佑太、俳優
- 9月18日 - 鈴木光、元クイズプレーヤー
- 9月18日 - バティヴァカロロライチェル海遥、ラグビー選手
- 9月19日 - 大串桃香、元女子プロ野球選手
- 9月19日 - 唐田えりか、女優
- 9月19日 - 西ひより、アイドル、グラビアアイドル
- 9月20日 - 蝦名達夫、プロ野球選手
- 9月20日 - 大西桃香、元AKB48
- 9月22日 - 宮近海斗、ジャニーズJr.（TravisJapan）
- 9月22日 - 飯野太一、YouTuber（だいにぐるーぷ）
- 9月23日 - 武井証、俳優
- 9月24日 - 瀧野由美子、タレント、元アイドル、元STU48
- 9月25日 - 野村彩也子、TBSアナウンサー
- 9月25日 - 舘山聖奈、関西テレビアナウンサー
- 9月27日 - 福森耀真、プロ野球選手
- 9月28日 - 三好大倫、プロ野球選手
- 9月29日 - 清水麻璃亜、元AKB48
- 9月29日 - 熨斗谷さくら、新体操選手
- 9月29日 - 花守ゆみり、声優
- 9月29日 - 間瀬遥花、モデル
- 9月30日 - 呉屋開斗、元プロ野球選手

### 10月
- 10月1日 - 五十嵐カノア、プロサーファー
- 10月2日 - 杉咲花、女優
- 10月2日 - 本前郁也、プロ野球選手
- 10月3日 - 網谷圭将、元プロ野球選手
- 10月3日 - 高橋朱里、元Rocket Punch、元AKB48
- 10月3日 - 湯本亜美、元AKB48
- 10月4日 - 山田大樹、元プロ野球選手
- 10月5日 - 菅龍生、俳優
- 10月6日 - 村林一輝、プロ野球選手
- 10月6日 - よみぃ、YouTuber、作曲家、ピアニスト
- 10月7日 - 尾関梨香、元櫻坂46
- 10月8日 - 小笠原慎之介、プロ野球選手
- 10月8日 - 北脇太基、日本テレビアナウンサー
- 10月10日 - 木村柾哉、INI
- 10月10日 - 津留﨑大成、プロ野球選手
- 10月12日 - 浅倉カンナ、総合格闘家
- 10月12日 - 須田アンナ、パフォーマー（元Happiness、元E-girls）
- 10月12日 - 持田千妃来、女優、声優、歌手、元NICE GIRL プロジェクト!、元キャナァーリ倶楽部
- 10月14日 - 白間美瑠、元NMB48
- 10月14日 - 山木梨沙、元カントリー・ガールズ、元カレッジ・コスモス
- 10月14日 - 山本実乃里（英語版）、水球選手
- 10月15日 - 清水爽香、女優
- 10月16日 - 大坂なおみ、テニス選手
- 10月16日 - 中川可菜、女優、モデル
- 10月16日 - 榎原依那、グラビアアイドル
- 10月17日 - 飯沼ひかる、女優
- 10月17日 - 森友莉世、声優
- 10月18日 - エア、YouTuber、(くれいじーまぐねっと)
- 10月18日 - 金子海音、女優
- 10月18日 - 吉川史樹、俳優
- 10月20日 - 岡本桃香、フリーアナウンサー、元山梨放送アナウンサー、元モデル、元タレント
- 10月20日 - 前田大然、サッカー選手
- 10月21日 - K、&TEAM
- 10月21日 - マイキ、作詞家、作曲家、編曲家、ドラマー、ボカロP、YouTuber（ラトゥラトゥ）
- 10月21日 - 石田桃香、元タレント、元グラビアアイドル
- 10月23日 - 北村海斗、モデル
- 10月25日 - 田中花歩（英語版）、ホッケー選手
- 10月27日 - 石井秀人、プロアイスホッケー選手
- 10月30日 - 神宮寺勇太、元King & Prince
- 10月31日 - 稲垣香織、元AKB48

### 11月
- 11月1日 - 塩越柚歩、サッカー選手
- 11月1日 - 伊澤星花、総合格闘家
- 11月2日 - 星野唯月、元プロレスラー、元歌手
- 11月3日 - 北村匠海、俳優、歌手（DISH//）
- 11月3日 - 水谷果穂、女優
- 11月4日 - 増田康宏、将棋棋士
- 11月6日 - 神谷涼太、俳優
- 11月6日 - 野澤佑斗、元プロ野球選手
- 11月7日 - 岡田奈々、元AKB48、元STU48
- 11月7日 - 柴田大地、プロ野球選手
- 11月7日 - 宮田成華、プロゴルファー
- 11月8日 - 大西広樹、プロ野球選手
- 11月9日 - 野元空、元フェアリーズ
- 11月10日 - 今井利奈、女優
- 11月11日 - 青木陸、元プロ野球選手
- 11月12日 - 守屋茜、元櫻坂46
- 11月13日 - 岡田美紅、YouTuber、元SKE48
- 11月14日 - 木戸衣吹、声優、元every♥ing!
- 11月14日 - 松倉海斗、ジャニーズJr.（TravisJapan）
- 11月16日 - 片岡奨人、プロ野球選手
- 11月16日 - 福田光輝、プロ野球選手
- 11月18日 - 佐久間みなみ、フジテレビアナウンサー
- 11月18日 - 五条恋、AV女優、元グラビアアイドル
- 11月19日 - 新井愛瞳、タレント、元アップアップガールズ（仮）
- 11月19日 - 白岩瑠姫、アイドル（JO1、元ジャニーズJr.）
- 11月19日 - 幸地生剛、俳優
- 11月19日 - 平田真優香、女優
- 11月20日 - 山崎エリイ、声優、歌手、元every♥ing!
- 11月21日 - 植田佑紀、女優
- 11月21日 - 椎木里佳、実業家
- 11月21日 - 旗手怜央、サッカー選手
- 11月22日 - 遠藤渓太、サッカー選手
- 11月22日 - 前島亜美、女優、声優、タレント、元SUPER☆GiRLS
- 11月23日 - 一ノ瀬竜、俳優
- 11月23日 - 沢木ルカ、女優
- 11月23日 - 澤田千優、総合格闘家
- 11月23日 - 竹内朱莉、アンジュルム
- 11月23日 - 吉田理恩、俳優
- 11月26日 - 相楽伊織、ファッションモデル、女優、元乃木坂46
- 11月27日 - 松島聡[19]、timelesz
- 11月27日 - 森下瑠子、女優
- 11月28日 - こうちゃん、クイズプレイヤー
- 11月29日 - 成田蓮、プロレスラー
- 11月30日 - 千阪健介、元俳優
- 11月30日 - 山本杏奈、=LOVE

### 12月
- 12月1日 - 松田紗和、ファッションモデル
- 12月3日 - 石森大誠、プロ野球選手
- 12月3日 - 伊藤萌々香、元フェアリーズ
- 12月3日 - 涼森れむ、AV女優
- 12月3日 - 廣畑敦也、プロ野球選手
- 12月5日 - 上川星空、元AV女優
- 12月5日 - 鈴本美愉、元欅坂46
- 12月6日 - 原嵩、プロ野球選手
- 12月7日 - 敷根崇裕、フェンシング選手
- 12月7日 - 杉山一樹、プロ野球選手
- 12月7日 - 美澄衿依、グラビアアイドル
- 12月10日 - スーツ 、YouTuber
- 12月11日 - 井上苑子、シンガーソングライター
- 12月11日 - 鈴木健矢、プロ野球選手
- 12月11日 - 髙部瑛斗、プロ野球選手
- 12月11日 - 藤田航生、元プロ野球選手
- 12月11日 - 堀島行真、フリースタイルスキー選手
- 12月12日 - Ryoko、ボーカリスト、ギタリスト（ЯeaL）
- 12月13日 - 大南拓磨、サッカー選手
- 12月17日 - 宇野昌磨、フィギュアスケート選手
- 12月19日 - 石川花音、元SKE48
- 12月19日 - 加納虹輝、フェンシング選手
- 12月20日 - 中元すず香、BABYMETAL、元さくら学院、元可憐Girl's
- 12月21日 - 高梨瑞樹、グラビアアイドル、タレント
- 12月22日 - 瀬古樹、サッカー選手
- 12月22日 - 嶺内ともみ、声優
- 12月23日 - 原田彩楓、声優
- 12月24日 - 平沢大河、プロ野球選手
- 12月24日 - 前乃菜々、AV女優
- 12月24日 - 福山梨乃、アイドル
- 12月25日 - 栄川乃亜、AV女優、恵比寿マスカッツ
- 12月25日 - 水波メイカ、グラビアアイドル
- 12月26日 - 潮紗理菜、元日向坂46
- 12月26日 - ゆっぴ、ギタリスト
- 12月27日 - 稲場愛香、元Juice=Juice、元カントリー・ガールズ、元PEACEFUL
- 12月27日 - 宇佐崎しろ、漫画家、イラストレーター
- 12月27日 - 郡司裕也、プロ野球選手
- 12月28日 - 鈴木来海、元ファッションモデル
- 12月28日 - 横山楓、プロ野球選手
- 12月29日 - 高嶺朋樹、サッカー選手
- 12月30日 - 髙橋彩音、AKB48